# Ronnie Blackman
Ronald Henry Blackman, plus connu sous le nom de Ronnie Blackman (né le 2 avril 1925 à Cosham dans le Hampshire, et mort le 16 février 2016) est un joueur de football anglais qui évoluait au poste d'attaquant.

## Palmarès
| Reading - Championnat d'Angleterre D3 : - Vice-champion : 1951-52 (sud). - Meilleur buteur : 1951-52 (39 buts). |  | Ipswich Town - Championnat d'Angleterre D3 (1) : - Champion : 1956-57 (sud). |